# Augusta Read Thomas
Augusta Read Thomas   (Glen Cove, 24 d'abril de 1964) és una compositora estatunidenca.

## Biografia
Thomas va néixer a Glen Cove. Va assistir a "Green Vale School" i després va anar a "St. Paul's School" a Concord, New Hampshire, després va estudiar composició amb Jacob Druckman a Yale i a la "Royal Academy of Music" amb Paul Patterson i també amb Alan Stout i el senyor William Karlins de la "Northwestern University". Va ensenyar a l'"Eastman School of Music" i va rebre un lloc allà amb només 33 anys, però va deixar el seu lloc per ensenyar a la "Northwestern University School of Music". Mentre estava a Eastman, va ser nomenada compositora resident de lOrquestra Simfònica de Chicago, càrrec que va ocupar fins al 2006; Osvaldo Golijov i Mark-Anthony Turnage la van succeir. El 2006 Thomas va renunciar al seu lloc de professora a la "Northwestern University" per dedicar-se exclusivament a la composició.
És presidenta de la junta directiva del "American Music Center" i viu entre Chicago i Becket, Massachusetts. El 8 de novembre de 2010, la Universitat de Chicago va anunciar que havia estat nomenada professora de composició al departament de música de la universitat.
La música de Thomas evita formes tradicionals com la sonata o estils tradicionals com la música popular. La seva música està influenciada pel jazz i per compositors com Luciano Berio en l'ús de ritmes sonors improvisats i harmonies de colors.
Un àlbum del grup Chanticleer que contenia les seves peces corals The Rub of Love and Love Songs va guanyar un Grammy.
Thomas està casada amb el compositor nord-americà Bernard Rands. El 1997 el violoncel·lista Mstislav Rostropovich i lOrquestra Simfònica de Boston van presentar un concert inusual en què es van interpretar per primera vegada obres de Rands i Thomas.